# 蛇龍鰧
蛇龍鰧 是條鰭魚綱鱸形目龍鰧科一個種，也是蛇龍鰧屬的唯一一種。分布於大西洋東部北海、地中海至北非海域。

## 命名
本魚由法國博學家喬治·居維葉於1829年命名，原名「Trachinus vipera」，屬龍鰧屬，直到1861年荷蘭魚類學家彼得·布萊克爾為本魚建立了新的屬。
屬名「Echiichthys」的字根Echis（羅馬化：ékhis）意為「毒蛇」，「ichthys」（羅馬化：ikhthū́s）意為「魚」。
而種小名於拉丁語之意也是「蛇」。

## 分布
本魚分布於大西洋東部，從的北海到地中海、摩洛哥及馬德拉群島，加那利群島也有出現報告。本魚為海魚，為底棲魚，棲息水深3-50公尺。所在海域國家為：阿爾巴尼亞、阿爾及利亞、比利時、克羅埃西亞、塞普勒斯、丹麥、埃及（西奈半島）、法國（科西嘉島）、德國、直布羅陀、希臘（東愛琴群島、克里特島）、根西島、愛爾蘭、以色列、義大利（西西里島、撒丁島）、澤西、黎巴嫩、利比亞、馬爾他、摩納哥、蒙特內哥羅、摩洛哥、荷蘭、挪威、葡萄牙（馬德拉斯）、斯洛維尼亞、西班牙（加那利群島、巴利阿里群島、西班牙北非領土）、敘利亞、突尼西亞、土耳其、英國（大不列顛、北愛爾蘭）
本魚為亞熱帶魚種，分布範圍為北緯56度至北緯20度，西經19度至東經36度。

## 形態
本魚為小型魚，體長可達27.7公分，通常在10.0公分左右。體重有記錄最大166.17公克。
本魚體形延長。背部灰褐色到兩侧銀白色。眼睛前方無棘。第一背鰭的棘及鰓蓋棘有毒腺。

## 生態
本魚為近岸的底棲魚，棲息於沙質、泥質或礫質海底，水深從數公尺到150公尺（冬天時）。。本魚如其同科魚類會藏身泥沙中，露出雙眼及有毒背鰭以伏擊獵物。主食為小魚及無脊椎動物。
本魚每年有個繁殖期，卵為球形、黄色、光滑、非黏性。卵及魚苗皆浮游。

## 經濟利用
本魚可食用，低度經濟利用，為遊釣魚。
在西班牙、西西里、塞浦路斯的半工業漁業、傳統漁業、遊釣活動會利用此魚，在意大利、西班牙、摩洛哥、突尼斯、塞浦路斯都會規律性在市場上販售本魚。但在其他地方則偶爾或罕有。

## 風險管理
本魚的背棘、鰓蓋棘有毒腺，被刺傷會引起劇烈疼痛，其疼痛可以持續好几天，且傷口有感染風險。
本魚被視為龍鰧科中最危險魚種，因為本魚會更頻繁地靠近海滩，且其毒素量也高。

## 保護現狀
本魚在西班牙、西西里、塞浦路斯會受拖網、海灘圍網、刺網、多鉤長線、耙網、陷阱等威脅。但並未構成大規模的影響。
於是，國際自然保護聯盟於2014年評估本魚為無危物種。